# Aquí vivieron
Aquí vivieron es un libro de cuentos del escritor argentino Manuel Mujica Láinez. Fue publicado en 1949 por Editorial Sudamericana.
El libro está formado por veintitrés relatos breves, independientes entre unos y otros, pero que, en su conjunto, van construyendo la historia de una casa de San Isidro. En los cuentos desfilan distintos personajes: apasionados, superficiales, cínicos, amargados y un personaje central: la casa, en torno al cual giran todos los demás.
El título de cada relato está acompañado de una fecha, el año en el que se desarrolla la acción. Esta referencia temporal constituye el eje de la reconstrucción histórica.
El primer relato, «Lumbi (1583)», describe el encuentro entre un joven guerrero querandí y una adolescente angoleña que había logrado huir de un barco de esclavos portugués. El relato se sitúa temporalmente solo tres años después de la fundación definitiva de Buenos Aires y espacialmente en un lugar llamado Montes Grandes, donde tiempo después se construirá la quinta.